# Bahía de McKay
La Bahía de McKay o Laguna de Mckay (en inglés: McKay Bay) es el nombre dado a la esquina noreste de la Bahía de Tampa, en la boca del río Palm, Florida, al sur de los Estados Unidos.
El Camino Verde de la Bahía McKay (un sendero ecológico) se desarrolla a través del lado este de la bahía McKay y se conecta al Canal de Tampa. El parque natural bahía de McKay se encuentra en el área. El espacio también incluye la Planta de Recuperación de McKay Bay, una planta de energía alimentada con residuos. La laguna del lugar fue hecha por el hombre y una vez fue utilizada como estanque de enfriamiento para una incineradora de la ciudad. McKay Bay se encuentra al noreste de la bahía de Hillsborough, que es el nombre dado a la parte de la Bahía de Tampa que queda al este de la península que hay en el medio de la Bahía de Tampa.
La laguna es somera. Está rodeada de manglares y humedales palustres salados. Con la marea baja, el área expuesta es una zona de alimentación para las aves acuáticas migratorias, aves costeras y aves zancudas.